# Branko Jovičić
Branko Jovičić (serbisch-kyrillisch Бранко Јовичић; * 18. März 1993 in Čačak) ist ein serbischer Fußballspieler.

## Karriere

### Verein
Jovičić begann seine Karriere beim FK Borac Čačak. Im April 2012 stand er erstmals im Profikader des Erstligisten, mit dem er am Ende der Saison 2011/12 allerdings in die Prva Liga abstieg. Nach dem Abstieg kam er in der Saison 2012/13 zu 23 Zweitligaeinsätzen für Borac. In der Saison 2013/14 absolvierte er 24 Partien und stieg mit dem Klub wieder in die SuperLiga auf. Nach dem Aufstieg verließ er Čačak aber und wechselte zur Saison 2014/15 zum österreichischen Zweitligisten LASK, der ihn allerdings direkt nach Russland an Amkar Perm verlieh. Dort kam er in der Saison 2014/15 zu 21 Einsätzen und drei Toren in der Premjer-Liga.
Zur Saison 2015/16 wurde er von den Russen fest verpflichtet. In den folgenden zwei Jahren kam er zu weiteren 37 Einsätzen in der Premjer-Liga für Perm. Zur Saison 2017/18 kehrte der Mittelfeldspieler nach Serbien zurück und schloss sich dem FK Roter Stern Belgrad an. In seiner ersten Spielzeit in der serbischen Hauptstadt absolvierte er 16 Partien in der SuperLiga und wurde mit Roter Stern Meister. In der Saison 2018/19 qualifizierte er sich mit dem Verein für die Gruppenphase der UEFA Champions League und debütierte daraufhin im September 2018 gegen den SSC Neapel in der „Königsklasse“. In der Liga kam er in der Saison 2018/19 zu 24 Einsätzen, mit Roter Stern wurde er erneut Meister. Die Saison 2019/20 verpasste er zu einem großen Teil verletzt und so kam er nur zu sieben Einsätzen. Mit den Belgradern holte er den dritten Meistertitel in Serie. Nach zwei Einsätzen zu Beginn der Saison 2020/21 wechselte Jovičić im September 2020 ein zweites Mal nach Russland, diesmal zu Ural Jekaterinburg.
In seiner ersten Saison in Jekaterinburg absolvierte der Defensivspieler 19 Partien in der Premjer-Liga. In der Saison 2021/22 kam er bis zur Winterpause elfmal zum Einsatz. Im Februar 2022 kehrte Jovičić zum LASK zurück, bei dem er einen bis Juni 2025 laufenden Vertrag erhielt. Für den LASK kam er insgesamt zu 85 Einsätzen in der Bundesliga. Nach seinem Vertragsende verließ er den Verein nach der Saison 2024/25.
Zur Saison 2025/26 kehrte er daraufhin nach Serbien zurück und wechselte zum FK TSC.

### Nationalmannschaft
Jovičić debütierte im Oktober 2018 in der UEFA Nations League gegen Montenegro für die serbische A-Nationalmannschaft.